# Waiting (Porcupine Tree)
Waiting è un singolo del gruppo musicale britannico Porcupine Tree, pubblicato il 29 aprile 1996 come unico estratto dal quarto album in studio Signify.

## Tracce
Testi e musiche di Steven Wilson.
CD
1. Waiting (Phase 1) – 4:27
2. Waiting (Phase 2) – 6:19
3. The Sound of No-One Listening – 8:14

12"
- Lato A

1. Waiting (Phase 1) – 4:27
2. Waiting (Phase 2) – 6:22

- Lato B

1. Colourflow in Mind – 3:50
2. Fuse the Sky – 4:33

## Formazione
Gruppo
- Steven Wilson – voce (Phase 1), chitarra elettrica e acustica e tastiera, pianoforte e campionatore (Phase 2)
- Richard Barbieri – sintetizzatore, pianoforte (Phase 2)
- Colin Edwin – basso
- Chris Maitland – batteria, armonie vocali (Phase 1), percussioni (Phase 2)

Produzione
- Steven Wilson – produzione, missaggio
- Markus Butler – assistenza tecnica (The Doghouse)
- Steve Stewart – assistenza tecnica (Katrina & the Waves' Studio)
- Chris Torpe – mastering